# Daniele Lombardi
Daniele Lombardi (Firenze, 12 agosto 1946 – Firenze, 11 marzo 2018) è stato un pianista, compositore e artista visivo italiano.

## Biografia
Compositore, pianista e artista visivo, ha compiuto un vasto lavoro sulla musica delle avanguardie storiche degli inizi del Novecento, interpretando in prima esecuzione moderna un grande numero di composizioni di musica futurista italiana e russa: opere d’autori come George Antheil, Leo Ornstein, Alberto Savinio, Alexandr Mossolov, Arthur Vincent Lourié. L'interesse sull'argomento lo ha portato a realizzare anche vari scritti, come “Il suono veloce – Futurismo & Futurismi in musica” (Milano 1996, Ricordi-Lim).
Esperto anche nella grafia musicale contemporanea e prassi esecutiva (Spartito Preso, Firenze 1981 Vallecchi e Scrittura & Suono, Roma 1984, Edipan), Lombardi ha nel suo repertorio molta musica scritta negli ultimi decenni e molte composizioni sono a lui dedicate.
È un esponente e principale promotore del gruppo di artisti fiorentini, operanti dalla fine della seconda guerra mondiale ad oggi, denominata Musica d’Arte (Musica visiva e Fluxus), comprendente  Sylvano Bussotti, Giuseppe Chiari, Giancarlo Cardini, Albert Mayr, Pietro Grossi, e Sergio Maltagliati. Questi musicisti hanno sperimentato l'interazione tra suono, gesto e visione, una sinesteticità dell'arte frutto delle avanguardie storiche, da Kandinskij al Futurismo a Scriabin  e Arnold Schönberg, fino al Bauhaus.
Ha da sempre avuto un profondo interesse per una idea multimediale dell'arte. La doppia formazione di studi musicali e visuali lo ha posto in una dimensione che ingloba segno, gesto e suono in una sola idea di percezione molteplice, tra analogie, contrasti, stratificazioni e associazioni. Dal 1969 ha prodotto disegni, dipinti, opere grafiche digitali ed audiovisive che sono il frutto della conversione in immagini di un pensiero musicale. Ha proposto questi, che definisce "Notazioni di fatti sonori che l'esecutore ricrea nella propria immaginazione", alla meditata contemplazione silenziosa del normale pubblico abituato ad ascoltare musica ai concerti, per la prima volta al Festival Autunno Musicale di Como del 1972 (Ipotesi di teatro metamusicale). Da queste esperienze di allora alla attuale realtà virtuale, Lombardi è convinto che l'espressione visiva si unisca a quella sonora in modo inscindibile e la sua ricerca spazia tra visioni astratte interiori e l'idea di un impatto sulla quotidianità, tra il ready-made e il miraggio, come nel recente lavoro La luce, melologo su testi di Pier Paolo Pasolini, dove compaiono, come sfondi sonori, rumori di ambienti registrati da alcune pellicole di Pasolini.
In Mitologie i quattro brani per pianoforte vengono eseguiti mentre un microfono manda il segnale a uno schermo a cristalli liquidi che modifica lo spettro cromatico su uno schermo, in tempo reale (Hans Jodl, Università di Kaiserslautern). Nel Primo Concerto per pianoforte e orchestra (S.Petersburg 1988, Spivakov, Lombardi, Virtuosi di Mosca) e in Impromptwo (Colmar 1993, Spivakov, Virtuosi di Mosca) ha usato laser con fibre ottiche che visualizzano il gesto esecutivo del movimento dell'arco. Ne Il violino di Antonia un brano per ensemble accompagna un suo video, mentre Atalanta Fugiens (Rimini, Rocca Malatestiana, Milano, Castello Sforzesco 1990) è un lavoro per 50 fonti sonore, 50 sculture e 50 brevi testi che rileggono l'omonimo libro d'alchimia di Michael Maier (1617).
Ha scritto alcune opere nella forma di mixed media: Faustimmung (Firenze 1987, G.A.M.O., Spedale degli Innocenti), Amor d'un'ombra e gelosia d'un'aura (Roma 1988, Teatro Ghione), L'ora alata (Celle 1992). Lombardi esegue anche alcuni programmi di sue composizioni per pianoforte. Presente in numerose importanti sedi concertistiche e festival come il Maggio Musicale Fiorentino, la Biennale Musica di Venezia, il Tempo Reale Festival.
Ha diretto per alcuni anni a Roma il festival Nuova Musica Italiana e Nuova Musica Internazionale (Coop. La Musica, RAI); ha fondato con Pietro Acquafredda, allora direttore di Piano Time, che si ritirò dall'impresa per diversità di vedute sulla conduzione della rivista proprio con Daniele Lombardi, e diretto con Bruno Nicolai la rivista di musica contemporanea 1985 La Musica e si è occupato anche delle linee di programmazione artistica della casa editrice musicale Edipan. Nel 1998 è stato il primo artista invitato dallo SMAC (Sistema Metropolitano per l'Arte Contemporanea) a documentare per la Regione Toscana con esposizioni e concerti il suo lavoro multimediale, a Prato (Museo Pecci), Pistoia (Palazzo Fabroni) e Firenze (esecuzione delle Due Sinfonie per 21 pianoforti nel Cortile degli Uffizi).
Ha inciso numerosi CD (Col Legno, Arte Nova, NEOS Music, LTM, Edipan, MusicaImmagine, Nuova Era, Cramps Records, Materiali Sonori) ed ha insegnato pianoforte al Conservatorio Giuseppe Verdi di Milano.

## Opere

### Composizioni
- 2007 Humming Bird (per ottavino)
- 2007 Adagio Scintillante (facente parte di Fabula Ut di Pier Luigi Berdondini, per voce e flauto basso)
- 2006 Le son des ténèbres (per pianoforte preparato e amplificato)
- 2006 Prima Vista (musica virtuale o per un gruppo di improvvisazione)
- 2006 Musica per tre film di Eugene Dèslav (per percussioni e computer music)
- 2006 Metropolis (La città che sale, Drops, Gorgogliatoremix) (per intonarumori e computer music)
- 2005 Studio n. 6 (Ribattuto pianissimo) (per pianoforte)
- 2004 Studio n. 5 (Volante) (per pianoforte)
- 2004 Studio n. 4 (Muted) (per pianoforte)
- 2004 Divina.com (Lapidi dantesche a Firenze) (per vocalista, flauto, oboe, trombone, percussioni, violino, violoncello, tape e video)
- 2004 Miroir 3 (Sassi nel pozzo del Castello di Sermoneta) (per percussioni e tape)
- 2003 Mitologie 5 (per pianoforte e video)
- 2003 Mitologie 4 (per pianoforte)
- 2003 Moonlight (per pianoforte e video)
- 2003 The gardener's labyrinth (per flauto iperbasso)
- 2003 Threnodia (per 21 pianoforti)
- 2002 Mitologie 3 (per pianoforte)
- 2001 Miroir 2 (Fabbrica Miele, Au bord d'une source, Corso, War Cemetery, Terme di Varrone) (per pianoforte amplificato e video)
- 2001 Pas de deux (per pianoforte e piano player o disklavier)
- 2000 Minotaurus 2 (per pianoforte preparato, danzatore e multivideo)
- 2000 Miroir 1 (Crepuscolo a Foce Verde) (per flauto, percussioni e tape)
- 2000 Mitologie 2 (per pianoforte)
- 1998 In nova fert (per voce femminile)
- 1998 Minotaurus (per pianoforte preparato, danzatore e voce recitante femminile)
- 1998-2003 Tre Studi: 1. Marsia (1998); 2. Elegia (2000); 3. Fast (2003) (per pianoforte)
- 1997 Le parole negate, su testo di Milienko Jergovich, per Luigi Pestalozza (per pianoforte)
- 1996 Asa Nisi Masa (per flauto traversiere barocco)
- 1996-1997 Der Geist der Welt, testo di Franz Schubert, (per voce di baritono e pianoforte)
- 1996 Mitologie 1 (Con calma ampiezza, Impetuoso, Lentissimo con tenerezza estrema, Moderato instabile) (per pianoforte e Liquid Crystal Display)
- 1996 Satornep (per viola e percussioni)
- 1973-1995 Aleph 2 (per violino e pianoforte)
- 1995 L'Ora Alata Novatrix (per pianoforte)
- 1995 La Luce (Un'educazione sentimentale, La Resistenza e la sua luce), testo di Pier Paolo Pasolini (per voce recitante, flauto, clarinetto, saxofono, violino, violoncello, chitarra, pianoforte, percussioni e tape)
- 1995 La morte del movimento (per pianoforte e film da eseguire dal vivo sull'omonimo film di Andrea Granchi Eastmancolor 16 mm 4'30"/1974)
- 1995 Rondellus (per flauto o flauto dolce)
- 1995 S A T O R / A R E P O / T E N E T / O P E R A / R O T A S (per percussioni, tape e live electronics)
- 1994 Isles (per flauto, oboe, clarinetto, violino, viola, violoncello, clavicembalo e pianoforte)
- 1994 Miz Maze (per flauto, flauto basso, ottavino e live electronics)
- 1994 Nuit violente, violette et sombre (per clarinetto, violino, violoncello, pianoforte)
- 1994 Studio per S A T O R / A R E P O / T E N E T / O P E R A / R O T A S (per percussioni e tape)
- 1993 Cadenza di Impromptwo (per violino)
- 1993 Concerto n. 2  (per pianoforte e orchestra)
- 1993 Impromptwo for Jehudy & Diana (per violino, orchestra da camera e laser con fibra ottica)
- 1993 The Definition of Love, testo di Andrew Marvell (per soprano e trombone)
- 1989-1992 Sinfonia 2 (per 21 pianoforti)
- 1992 L'ora Alata (vocalista, pianoforte, quartetto d'archi, flauto, live electronics e danzatrici)
- 1991 Tecniche di volo (per pianoforte e video di Lorenzo Tajuti da eseguire dal vivo)
- 1991 Trasale sospeso (per pianoforte a 4 mani)
- 1990 Atalanta Fugiens (installazione con 50 figure emblematiche di Michael Maier realizzate come sculture, tape, computer music e live electronics)
- 1990 Due liriche (Orphée, Naissance de Venus), testi di Paul Valéry (per soprano e pianoforte)
- 1990 Il violino di Antonia Crespel, come variazioni su un tema di Tartini (per violino, quartetto d'archi, pianoforte, video)
- 1990 Wunderkammer 4 (per orchestra d'archi)
- 1989 Berceuse (per 4 pianisti che suonano sullo stesso pianoforte)
- 1989 Hist (per soprano, oboe, violino, violoncello, contrabbasso, 2 pianoforti, percussioni)
- 1988 Amor d'un'ombra e gelosia d'un'aura (per vocalista, soprano, 2 pianoforti, tape, video e multivision)
- 1988 Concerto n. 1  (per pianoforte, orchestra da camera e luce laser con fibre ottiche)
- 1988 Due Momenti Musicali (per pianoforte
- 1988 Faustimmung Suite, (versione da concerto per pianoforte, tape e video)
- 1987 Faustimmung (per voce, 5 pianoforti, violoncello, tape, video, multivision e live electronics)
- 1987-1995 Sinfonia 1 (per 21 pianoforti)
- 1987 Toccata for Player Piano (pianoforte riproduttore realizzabile anche con Disklavier)
- 1986 Tredici Preludi (per pianoforte)
- 1985 Hymnus, versione pianistica dell'omonima opera di Claudio Parmiggiani (per pianoforte)
- 1985 Il cuore a gas, testo di Tristan Tzara (per 2 soprani, ensemble di strumenti antichi con cinque esecutori, film proiettato su una maschera)
- 1984 Estratto da Proteo (versione da concerto per pianoforte, tape e video)
- 1984 Grande Sonata / Nel giardino (per 12 pianoforti)
- 1984 Il soffio (per flauto e ottavino, un esecutore)
- 1984 Palindromi (per pianoforte preparato)
- 1984 Per Agata Smeralda come Alice dietro lo specchio (per soprano, pianoforte, tape, computer voice, live electronics, multivision, e installazioni varie)
- 1984 Piccolo duo (per 2 pianoforti)
- 1984 Proteo / 18 videoclips sul III capitolo di Ulysses di James Joyce (per 4 pianoforti, voce di James Joyce registrata, altra voce recitante e video)
- 1983 Magia Anamorphotica / Tre figure (per pianoforte amplificato, ombre cinesi e live electronics)
- 1982 (E)xtravinsky (per pianoforte e 10 strumenti)
- 1982 Carillon de votre Faust (per voce recitante femminile, 5 pianoforti e tape)
- 1982 Grande Notturno a Gargonza / Poema di suoni, segni e luci colorate (per 3 pianoforti, tape, computer music, raggio laser computerizzato, multivision, proiettori di luce colorata, notazioni di fatti sonori che l'esecutore ricrea nella propria immaginazione)
- 1982 Presto appassionato (per pianoforte a 4 mani)
- 1981 Assolo, a Luigi Russolo e Giorgio Battistelli (per percussioni e intonarumori registrati)
- 1981 Tumbling Tumbleweed (per pianoforte)
- 1981 Yourself (per pianoforte)
- 1980 Quattro studi alla memoria di Chopin (Glissando, Clusters, Cordiera, Improvvisazione a blocchi) (per pianoforte)
- 1980 Visualizzazione 7 (per pianoforte)
- 1979-1980 Gensis / Crkdil's (Amzon) (per soprano, 2 violini, viola, violoncello, clavicembalo amplificato, pianoforte e dia-programma)
- 1979 Grafemi 2 (per strumento ad arco, diaprogramma e piccoli riflettori)
- 1979 Pow / Studio sui clusters (per pianoforte
- 1979 Visualizzazione 6 (per pianoforte)
- 1978 Baltrr / Dalla prima versione di "Rumoristica Plastica Baltrr" (1914) di Giacomo Balla (per soprano, violino, percussioni e apparecchio radio)
- 1978 Cadenza di Synergia (per pianoforte)
- 1978-1983 Caro Russolo (per 2 danzatrici, pianoforte, 6 microfoni a contatto, grancassa, tapes, amplificazioni varie, multivision, 5 intonarumori)
- 1978 Costellazione (pianoforte, altro pianoforte o sistema live electronics e multivision
- 1978 Proibito a Severino / Blitzdivertimento (per flauto e pianoforte)
- 1978 Synergia / Quattro interazioni (per pianoforte, 11 archi e dia-programma)
- 1977 Albumblätter / Tredici fogli mobili (per pianoforte)
- 1977 Anamorphosis (per quartetto d'archi e pianoforte)
- 1977 Babele o dell'universo, sull'omonimo film (16 mm/bn/20') di Massimo Becattini (per pianoforte)
- 1977 Duettino per Rose Sélavy (per flauto e violoncello)
- 1977 Il giardino dei sentieri che si biforcano (per strumento ad arco)
- 1977 Intavolatura (per 2 pianoforti)
- 1977 J'ai tendu, testo di Arthur Rimbaud (per voce femminile)
- 1977 Plot 2 (per 16 strumenti ad arco)
- 1977 Wunderkammer 3 (per quartetto d'archi)
- 1976 Halo (per pianoforte)
- 1976 Humoresque (per pianoforte)
- 1976 Ideofavole per Beniamino, dedicate a Beniamino Gioli (per pianoforte)
- 1976 Ma-ni / Sette cilindri ruotanti (per soprano, baritono, pianoforte, violino, violoncello, flauto e percussioni)
- 1976 Organum (per canto collettivo, da 4 a un numero infinito di partecipanti)
- 1976 Plot (per 16 archi: 4+4+4+4)
- 1976 Sestetto (per quartetto d'archi, flauto, clavicembalo e multivision)
- 1976 Sound Plots (per quartetto jazz: pianoforte, saxofono, contrabbasso e percussioni)
- 1976 Visualizzazione 5 (per pianoforte)
- 1976 Wunderkammer 2 (per quartetto d'archi)
- 1975 Graphodia 3 (per ottavino)
- 1975 L'imbarazzo della scelta, testo di Adriano Spatola (per voce)
- 1975 Twirls (per trio jazz: pianoforte, sax tenore, percussioni)
- 1975 Visualizzazione 4 (per pianoforte)
- 1975 Wunderkammer 1 (per quartetto d'archi)
- 1975 Graphodia 3 (per ottavino)
- 1974 Circonvoluzione (per gruppo d'improvvisazione)
- 1974 Melographia (per violoncello)
- 1974 Graphodia 2 (per flauto in do)
- 1974 Visualizzazione 3 (per pianoforte)
- 1973 3 Patterns (per pianoforte)
- 1973-1995 Aleph 2 (per violino e pianoforte)
- 1973 Circonvoluzione (per flauto, flauto basso e ottavino, un esecutore)
- 1973 Grafemi 1 (per violino)
- 1973 Menomini Dream Song, canto indiano pellirossa (per voce)
- 1973 Papago Song, canto indiano pellirossa (per voce)
- 1973 Song Voce, testo di Daniele Lombardi (per voce femminile, flauto, violoncello e varie fonti sonore)
- 1973 Struttura 21 bis (per pianoforte)
- 1973 Tra i calanchi di Selene, testo di Gino dal Monte (per voce)
- 1973 Visualizzazione 2 (per pianoforte)
- 1973 Visualizzazione 1 (per pianoforte)
- 1972 Aleph I (per flauto, violoncello, percussioni)
- 1972 Graphodia 1 (per flauto)
- 1972 Musica per piano 153 (per pianoforte)
- 1971 Per voce 71 (per voce femminile)
- 1970 Intorno (per voce e pianoforte)
- 1970 Per voce 70 (per voce)
- 1970 Struttura (per pianoforte)
- 1969 Piano 1969 (per pianoforte)
- 1968 Elegia (per pianoforte)

## Discografia parziale
- 1978 – Costellazione, LP (x500), Materiali Sonori maso 005, Italia
- 1979 – Per Pianoforte 1976/79, LP, Edipan PAN PRC S20-04, Italia
- 1981 – Spartito Preso, LP, Edipan PAN PRC S20-08, Italia
- 1984 – Grande Notturno A Gargonza (Poema Di Suoni, Segni E Luci Colorate Per Tre Pianoforti E Tape/Computer Music), , Edipan PAN PRC S20-19, Italia
- 1985 – Futurismusik (Musiche Di Alberto Savinio e George Antheil), LP, Edipan PAN L 60-003, Italia
- 1986 – Per Agata Smeralda Come Alice Dietro Lo Specchio, LP, Edipan PAN PRC S20-27, Italia
- 1988 – Grande Sonata (Nel Giardino) Per Dodici Pianoforti, LP, Diapason DR 3302, Italia
- 1991 – Daniele Lombardi (Tredici preludi / Amor d'un'ombra e gelosia d'un'aura / Intavolatura / Tecniche di volo), CD, Edipan PAN 3025, Italia
- 1994 – Faustimmung, CD, musicaimmagine MR 10013, Italia
- 1997 – Russian Futurism Vol. 1, CD, Arte Nova Classics 74321 27793 2, Germania con Alexander Mossolov
- 2000 – futurisMusic: Piano Anthology 1, CD, Col Legno WWE 20076, Germania
- 2006 – Suono, Segno, Gesto Visione A Firenze, CD, Atopos ATP 009, Italia
- 2010 – Musica Futurista 1, CD, Cramps Records MM001, Italia
- 2010 – +/- / Costellazione, , Die Schachtel DSART07, Italia con Giuseppe Chiari
- 2011 – Le Son Des Ténèbres, LP, A14 Editions, Italia con Philip Corner
- 2011 – Costellazione Seconda, LP, Cramps Records CRSCD 163, Italia
- 2012 – Cage Age, CD, Atopos ATP 021, Italia
- 2013 – Mazes, CD, Neos Music NEOS 10911, Germania con Roberto Fabbriciani
- 2016 – Mitologie, CD, EMA Vinci 40041, Italia
- 2017 - Glitch, EMA Vinci 40040, Italia

### Saggistica
- Scrittura e suono. La notazione nella musica contemporanea, EDIPAN, 1980
- Spartito Preso, Vallecchi, 1981
- Il suono veloce. Futurismo e futurismi in musica, Ricordi-LIM, 1996
- Attraversamenti di Daniele Lombardi: La musica in Toscana dal 1945 ad oggi 2002  (Firenze, Maschetto&Musolino).
- Nuova Enciclopedia del Futurismo musicale, Milano, Mudima, 2009.